# 報道ゲンバ Face
『報道ゲンバ Face』（ほうどうゲンバ フェイス）は、テレビ信州（TSB）で平日夕方に生放送された報道番組である。

## 概要
『TSB Newsリアルタイム』をリニューアルする形で2007年10月1日に放送を開始。番組タイトルから『リアルタイム』が外れ、独自タイトルが採用されている。2014年9月26日までは『TSB NEWS 報道ゲンバ』（ティーエスビー ニュース ほうどうゲンバ）の題名だった。
メインキャスターは『TSB Newsリアルタイム』から伊東秀一と加納美也子の両アナウンサーが続投。また、スタジオセットも前番組とほぼそのままの状態で使用されているが、番組のオープニングやテロップ・BGMなどが一新されている。
2019年3月29日をもって終了。後番組は『news every.』となる。

## 出演者
| 期間      | 期間      | メインキャスター | メインキャスター  | 解説キャスター | 気象予報士                 |
| 期間      | 期間      | 男性             | 女性              | 解説キャスター | 気象予報士                 |
| --------- | --------- | ---------------- | ----------------- | -------------- | -------------------------- |
| 2007.10.1 | 2008.3.28 | 伊東秀一         | 加納美也子        | （不在）       | 榊原淳子                   |
| 2008.3.31 | 2008.10.3 | 伊東秀一         | 稲葉陽子          | （不在）       | 榊原淳子                   |
| 2008.10.6 | 2009.10.2 | 伊東秀一         | 稲葉陽子          | （不在）       | 中島のぞみ                 |
| 2009.10.5 | 2013.3.29 | 伊東秀一         | 稲葉陽子          | （不在）       | （メインキャスターが兼務） |
| 2013.4.1  | 2014.9.26 | 伊東秀一         | 藤原里瑛          | （不在）       | （メインキャスターが兼務） |
| 2014.9.29 | 2016.4.1  | 中村守           | 藤原里瑛          | 伊東秀一       | （メインキャスターが兼務） |
| 2016.4.4  | 2018.3.30 | （不在）         | 藤原里瑛 木下歌織 | 伊東秀一       | （メインキャスターが兼務） |
| 2018.4.2  | 2019.3.29 | 菅野直道         | 藤原里瑛 木下歌織 | 伊東秀一       | 宮本麻衣                   |

### フィールドキャスター
- TSBアナウンサー（週替わり）

### コメンテーター
- 久能靖（月曜日 元日本テレビアナウンサー・報道記者）

## 放送時間
- 月 - 金曜 18:15 - 19:00 （2011年9月30日までは18:16からだった）

## タイムテーブル
18:15 オープニング・ローカルニュース・特集
- 『news every.』からステーションブレイク無しで接続。

18:42 天気予報
- 火曜・木曜「八十二ウェザーリポート」（提供：八十二銀行・八十二ディーシーカード）
- 予報提供はウェザーニュース、天気予報のみステレオ放送。

18:45 いのち
18:57 エンディング

## TSB歴代夕方のニュース
- 1987年10月19日 - 1989年3月31日：『信州TODAY』
- 1989年4月3日 - 1989年9月30日：『TSBニュースシャトル』
- 1989年10月2日 - 1991年3月29日：『TSB 600ステーション』（ここまでANN主体）
- 1991年4月3日 - 2006年3月31日：『ニュースプラス1信州』（ここからNNN主体）
- 2006年4月3日 - 2007年9月28日：『TSB Newsリアルタイム』
- 2007年10月1日 - 2014年9月26日：『TSB NEWS 報道ゲンバ』
- 2014年9月29日 - 2019年3月29日：『報道ゲンバ Face』
- 2019年4月1日 - 現在：『news every.』